# ياسمين (ممثلة مصرية)
ياسمين (15 فبراير 1963 -)، ممثلة مصرية، شاركت خلال مسيرتها بالأدوار الثانوية. اعتزلت التمثيل عام 2006. آخر الأعمال التي قدمتها هو فيلم قصير بعنوان (رقم قومي) الذي صدر عام 2006.

## حياتها
بدأت التمثيل بعام 1981 في فيلم أنا لا اكذب ولكني اتجمل، وبدأت في مسرح الهواة ولعبت أدوار صغيرة على الشاشة، ثم تزوجت واحدا من رجال الأعمال واعتزلت التمثيل، من أهم ادوارها دور الشريرة في فيلم 131 أشغال مع نور الشريف.

## أعمالها

### من الأفلام
- رقم قومى.2006-الجارة
- 131 أشغال.
- عنتر شايل سيفه.
- لحم رخيص.
- وادى فيران.1998

## روابط خارجية
- ياسمين على موقع قاعدة بيانات الأفلام العربية